# Corosoma sellowi
Genre
Espèce
Corosoma sellowi, unique représentant du genre Corosoma, est une espèce de pseudoscorpions de la famille des Chernetidae.

## Distribution
Cette espèce est endémique de l'État de São Paulo au Brésil,.

## Habitat
Elle se rencontre dans les ruches des abeilles Meliponini.

## Description
L'holotype mesure 6 mm.

## Étymologie
Cette espèce est nommée en l'honneur de Friedrich Sellow (1789–1831).

## Publication originale
- Karsch, 1879 : Zwei neue Arachniden des Berliner Museums. Mittheilungen des Münchener Entomologischen Vereins, vol. 3, p. 95-96 (texte intégral).